# Sorcova
 (janvier 2024).
Si vous disposez d'ouvrages ou d'articles de référence ou si vous connaissez des sites web de qualité traitant du thème abordé ici, merci de compléter l'article en donnant les références utiles à sa vérifiabilité et en les liant à la section « Notes et références ».
 (décembre 2023).
La mise en forme du texte ne suit pas les recommandations de Wikipédia : il faut le « wikifier ».
Les points d'amélioration suivants sont les cas les plus fréquents. Le détail des points à revoir est peut-être précisé sur la page de discussion.
- Les titres sont pré-formatés par le logiciel. Ils ne sont ni en capitales, ni en gras.
- Le texte ne doit pas être écrit en capitales (les noms de famille non plus), ni en gras, ni en italique, ni en « petit »…
- Le gras n'est utilisé que pour surligner le titre de l'article dans l'introduction, une seule fois.
- L'italique est rarement utilisé : mots en langue étrangère, titres d'œuvres, noms de bateaux, etc.
- Les citations ne sont pas en italique mais en corps de texte normal. Elles sont entourées par des guillemets français : « et ».
- Les listes à puces sont à éviter, des paragraphes rédigés étant largement préférés. Les tableaux sont à réserver à la présentation de données structurées (résultats, etc.).
- Les appels de note de bas de page (petits chiffres en exposant, introduits par l'outil «  Source ») sont à placer entre la fin de phrase et le point final[comme ça].
- Les liens internes (vers d'autres articles de Wikipédia) sont à choisir avec parcimonie. Créez des liens vers des articles approfondissant le sujet. Les termes génériques sans rapport avec le sujet sont à éviter, ainsi que les répétitions de liens vers un même terme.
- Les liens externes sont à placer uniquement dans une section « Liens externes », à la fin de l'article. Ces liens sont à choisir avec parcimonie suivant les règles définies. Si un lien sert de source à l'article, son insertion dans le texte est à faire par les notes de bas de page.
- La présentation des références doit suivre les conventions bibliographiques. Il est recommandé d'utiliser les modèles {{Ouvrage}}, {{Chapitre}}, {{Article}}, {{Lien web}} et/ou {{Bibliographie}}. Le mode d'édition visuel peut mettre en forme automatiquement les références.
- Insérer une infobox (cadre d'informations à droite) n'est pas obligatoire pour parachever la mise en page.

Pour une aide détaillée, merci de consulter Aide:Wikification.
Si vous pensez que ces points ont été résolus, vous pouvez retirer ce bandeau et améliorer la mise en forme d'un autre article.
 (décembre 2023).

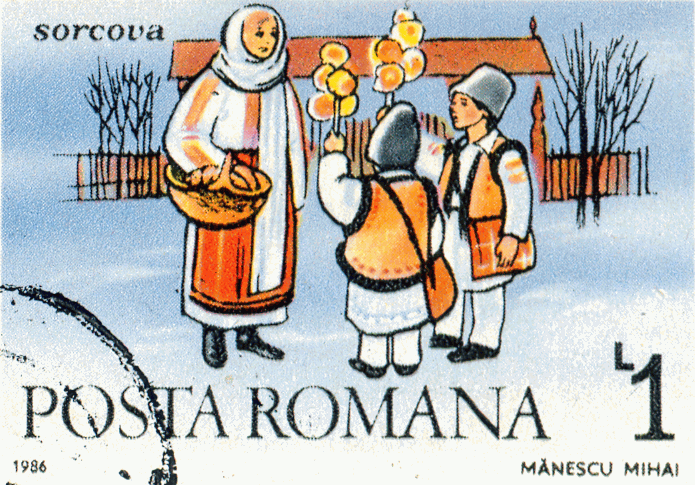
Sorcova sur un timbre-poste roumain.

Sorcova est une coutume populaire roumaine, pratiquée le 1er janvier.
Se promener de maison en maison avec la Sorcova est une coutume du Nouvel An et fait surtout la joie des enfants. Ils portent une branche d'arbre en bourgeons ou une Sorcova fabriquée à partir d'un bâton autour duquel ont été tressées des fleurs en papier coloré.
Le nom Sorcova vient du mot bulgare surov (vert tendre), allusion à la branche venant de bourgeonner, arrachée à un arbre.
Inclinée plusieurs fois en direction d'une certaine personne, la Sorcova joue en quelque sorte le rôle d'une baguette magique, dotée de la capacité de transmettre vigueur et jeunesse à la cible. Le texte de la malédiction, qui rappelle un sort, ne fait que renforcer l'effet du mouvement de Sorcova.
La Sorcova peut aussi servir de malédiction. 
Le texte de Sorcova est fixe, et varie légèrement selon les régions. Voici l'une des versions  :
« Sorcova, joyeuse, 

Vivre, vieillir, 

Comme une pomme, comme un cheveu 

Comme un fil de rose, 

Dur comme de la pierre 

Rapide comme une flèche 

Dur comme le fer 

Rapide comme l'acier. 

Bonne année et à la prochaine! »
Autre option:
« Sorcova, joyeuse, 

Vivre, vieillir, 

Comme une pomme, comme un cheveu 

Comme un fil de rose. 

Comme les pommiers, comme les poiriers, 

Au milieu de l'été ; 

Comme la vigne 

À la Sainte-Marie 

Dur comme de la pierre 

Rapide comme une flèche 

Dur comme le fer  

Rapide comme l'acier. 

Vaches laitières, 

Moutons laineux, 

Porcs gras 

Enfants en bonne santé. 

Autant de clous dans la maison 

Que d’argent sur la table. 

Bonne année et à la prochaine ! 

Bonne santé et donnez-nous de l’agent. »